# Aérodrome de Nyíregyháza
L′aéroport de Nyíregyháza (hongrois : Nyíregyházi repülőtér) (Code OACI : LHNY) est un petit aéroport situé près de Nyíregyháza dans le comitat de Szabolcs-Szatmár-Bereg en Hongrie.

## Description
L'aéroport est situé à 5,5 kilomètres au nord-ouest de Nyíregyháza près de la route 38 en direction de Tokaj et Miskolc. Il se trouve à une altitude de 103 mètres et possède deux pistes : l'une en asphalte a une dimension de 1 000 m sur 20, l'autre en herbe de 1 000 m sur 60.